# Cyamiidae
Ne doit pas être confondu avec Cyamidae.
Famille
Genres de rang inférieur
- Cyamium Philippi, 1845
- Gaimardia Gould, 1852
- Kidderia Dall, 1876
- Perrierina Bernard, 1897

Les Cyamiidae sont une famille de mollusques bivalves.

## Liste des genres
Selon World Register of Marine Species (1 juin 2016) :
- genre Cyamiocardium  Soot-Ryen, 1951
- genre Cyamiomactra  Bernard, 1897
- genre Cyamium Philippi, 1845
- genre Eugaimardia Cotton, 1931
- genre Kidderia Dall, 1876
- genre Legrandina Tate & May, 1901
- genre Peregrinamor  Shôji, 1938
- genre Perrierina F. Bernard, 1897
- genre Ptychocardia  Thiele, 1912
- genre Reloncavia Soot-Ryen, 1969